# Biathlon ai XXIII Giochi olimpici invernali - Staffetta 4x7,5 km maschile
La gara della staffetta 4x7,5 km maschile di biathlon dei XXIII Giochi olimpici invernali di Pyeongchang si è svolta il 23 febbraio 2018, a partire dalle ore 20:15 (UTC+9), presso il centro di biathlon di Alpensia.
La squadra svedese ha conquistato la medaglia d'oro, mentre l'argento e il bronzo sono andati rispettivamente alla squadra norvegese e a quella tedesca.

## Risultati
| Pos.    | Nº | Nazione                                                                          | Tempo                                     | Errori (P+S)                             | Distacco |
| ------- | -- | -------------------------------------------------------------------------------- | ----------------------------------------- | ---------------------------------------- | -------- |
| Oro     | 3  | Svezia Peppe Femling Jesper Nelin Sebastian Samuelsson Fredrik Lindström         | 1:15'16"5 18'50"9 18'59"9 18'31"5 18'54"2 | 0+2 0+5 0+0 0+1 0+1 0+3 0+1 0+0 0+0 0+1  | –        |
| Argento | 1  | Norvegia Lars Helge Birkeland Tarjei Bø Johannes Thingnes Bø Emil Hegle Svendsen | 1:16'12"0 18'48"1 19'17"5 18'16"3 19'50"1 | 0+4 1+8 0+1 0+1 0+3 0+3 0+0 0+1 0+0 1+3  | +55"5    |
| Bronzo  | 4  | Germania Erik Lesser Benedikt Doll Arnd Peiffer Simon Schempp                    | 1:17'23"6 18'23"6 19'48"2 18'23"8 20'48"0 | 0+3 3+7 0+0 0+1 0+0 2+3 0+0 0+0 0+3 1+3  | +2'07"1  |
| 4       | 8  | Austria Tobias Eberhard Simon Eder Julian Eberhard Dominik Landertinger          | 1:18'09"0 19'03"6 18'47"4 19'53"9 20'24"1 | 0+2 2+9 0+1 0+2 0+0 0+1 0+1 2+3 0+0 0+3  | +2'52"5  |
| 5       | 2  | Francia Simon Desthieux Émilien Jacquelin Martin Fourcade Antonin Guigonnat      | 1:18'43"1 20'12"1 19'06"0 20'01"2 19'23"8 | 0+4 3+8 0+2 2+3 0+0 0+1 0+1 1+3 0+1 0+1  | +3'26"6  |
| 6       | 17 | Stati Uniti Lowell Bailey Sean Doherty Tim Burke Leif Nordgren                   | 1:19'06"7 19'14"2 19'14"0 19'32"5 21'06"0 | 2+6 0+8 0+2 0+2 0+1 0+0 0+0 0+3 2+3 0+3  | +3'50"2  |
| 7       | 11 | Rep. Ceca Ondřej Moravec Michal Šlesingr Jaroslav Soukup Michal Krčmář           | 1:19'23"6 18'58"1 18'36"5 20'40"3 21'08"7 | 0+4 2+9 0+0 0+3 0+1 0+0 0+1 1+3 0+2 1+3  | +4'07"1  |
| 8       | 16 | Bielorussia Anton Smol'ski Raman Yaliotnau Sergey Bocharnikov Uladzimir Čapelin  | 1:20'06"0 18'51"4 19'55"8 21'02"4 20'16"4 | 2+6 1+6 0+0 0+1 0+1 1+3 2+3 0+1 0+2 0+1  | +4'49"5  |
| 9       | 9  | Ucraina Artem Pryma Serhiy Semenov Vladimir Semakov Dmytro Pidruchnyi            | 1:20'17"3 18'47"5 20'19"4 20'55"7 20'14"7 | 0+0 2+9 0+0 0+0 0+0 0+3 0+0 1+3          | +5'00"8  |
| 10      | 10 | Slovenia Miha Dovžan Klemen Bauer Mitja Drinovec Lenart Oblak                    | 1:20'17"3 19'33"5 19'44"1 20'23"1 20'36"6 | 0+5 1+5 0+0 0+2 0+1 1+3 0+3 0+0 0+1 0+0  | +5'00"8  |
| 11      | 12 | Canada Christian Gow Scott Gow Macx Davies Brendan Green                         | 1:20'56"8 19'11"8 19'23"3 22'16"0 20'05"7 | 0+4 1+7 0+0 0+3 0+0 0+0 0+3 1+3 0+1 0+1  | +5'40"3  |
| 12      | 5  | Italia Thomas Bormolini Lukas Hofer Giuseppe Montello Dominik Windisch           | 1:21'35"6 20'03"8 19'00"7 20'37"5 21'53"6 | 1+5 3+11 0+1 0+3 0+1 0+2 0+0 1+3 1+3 2+3 | +6'19"1  |
| 13      | 13 | Estonia Rene Zahkna Kalev Ermits Roland Lessing Kauri Kõiv                       | 1:22'26"4 19'32"7 20'05"6 21'12"2 21'35"9 | 1+5 2+10 0+2 0+2 0+0 1+3 1+3 0+2 0+0 1+3 | +7'09"9  |
| 14      | 18 | Romania George Buta Remus Faur Gheorghe Pop Cornel Puchianu                      | 1:22'51"1 20'32"7 20'16"9 20'25"6 21'35"9 | 0+1 2+7 0+0 0+1 0+0 0+2 0+1 0+1 0+0 2+3  | +7'34"6  |
| 15      | 6  | Svizzera Serafin Wiestner Benjamin Weger Jeremy Finello Mario Dolder             | 1:23'06"1 21'30"0 19'17"2 20'22"6 21'56"3 | 2+8 3+11 2+3 0+3 0+3 0+2 0+2 0+3 0+0 3+3 | +7'49"6  |
| 16      | 7  | Bulgaria Krasimir Anev Anton Sinapov Dimitar Gerdzhikov Vladimir Iliev           | LAP 19'59.9 19'52.2 LAP 0                 | 1+5 2+8 0+0 1+3 0+2 0+2 1+3 1+3 0        |          |
| 17      | 14 | Kazakistan Maksim Braun Vassiliy Podkorytov Vladislav Vitenko Roman Yeremin      | LAP 20'13.2 20'55.7 LAP 0                 | 0+5 2+5 0+0 0+1 0+3 0+1 0+2 2+3 0        |          |
| 18      | 15 | Slovacchia Matej Kazár Tomáš Hasilla Šimon Bartko Martin Otčenáš                 | LAP 18'42"0 22'04"0 LAP 0                 | 4+6 1+5 0+0 0+0 0+3 1+3 4+3 0+2 0        |          |